# Dasybasis elquiensis
Dasybasis elquiensis är en tvåvingeart som beskrevs av Gonzalez 2000. Dasybasis elquiensis ingår i släktet Dasybasis och familjen bromsar. Inga underarter finns listade i Catalogue of Life.